# Poemss
Albums de Venetian Snares
Fool the Detector
(2012) My Love Is a Bulldozer
(2014)
Poemss est un album studio axé musique électronique, commercialisé le 11 février 2014, composé par Venetian Snares en collaboration avec Joanne Pollock, et distribué par le label discographique Planet Mu. L'album est disponible en formats CD et vinyle, ainsi qu'en téléchargement numérique . L'album est généralement bien accueilli par la presse spécialisée, avec une moyenne générale de 71 % sur Metacritic, basée sur huit critiques.

## Production
Poemss est un album studio composé par le producteur canadien originaire de Winnipeg Aaron Funk, mieux connu sous le nom de Venetian Snares, en collaboration avec la compositrice torontoise Joanne Pollock ; il s'agit de la toute première collaboration entre ces deux musiciens. L'opus, initialement annoncé fin 2013, est enregistré tard dans la soirée et très tôt le matin chez Funk à Winnipeg, au Canada, pendant la première moitié de 2013. Cette manière de procéder leur permet de développer une énergie différente, selon eux. Lors d'une entrevue, ils expliquent : « cet album a été fait entre janvier et mai 2013. Pour nous, cet album n'est qu'un commencement. C'est un début de partage, le commencement de nouvelles possibilités. » Funk explique avoir travaillé avec Pollock afin de produire un album délicat et mélancolique. La couverture de l'album représente deux chats à quatre yeux illustrée par l'artiste Casey Weldon. Concernant la couverture, Aaron explique « je pense que cette peinture représente très bien la manière dont nous [Lui et Pollock] créons ensemble, on a deux paires d'yeux pour y voir mieux. »
Avant sa parution officielle au label Planet Mu, l'album est décrit par la presse écrite comme « une collection de ballades douces et rêveuses. » Après sa sortie, Poemss est classé par certains critiques dans les genres musicaux synthpop et ambient. Le site The Line of Best Fit pense que l'album est « trop dense pour être considéré minimaliste, et un petit peu trop énergique pour être ambient. » Les titres Moviescape et Heads On Heads sont décrites comme un mélange de pop et d'éléments dance travaillés par Funk et Pollock.

## Listes des pistes
| No  | Titre                        | Durée |
| --- | ---------------------------- | ----- |
| 1.  | Ancient Pony                 |       |
| 2.  | Heads on Heads               |       |
| 3.  | Bedtime                      |       |
| 4.  | Moviescapes                  |       |
| 5.  | Miles Away                   |       |
| 6.  | Gentle Mirror                |       |
| 7.  | Think of Somewhere Nice      |       |
| 8.  | Losing Meaning               |       |
| 9.  | Hall of Faces                |       |
| 10. | Think of Something Beautiful |       |

## Accueil
Poemss est généralement bien accueilli par la presse spécialisée, avec une moyenne générale de 71 % sur Metacritic, basée sur huit critiques.
Le site The Line of Best Fit attribue à l'album une note de 9 étoiles sur 10, commentant : « C'est un sublime album, et on peut entendre que Pollock s'est aussi bien investi que Mr. Funk pour celui-ci. » Le site 90BPM commente en ces termes : « Aaron Funk connait quelques vues plus engageantes et accortes sur la techno et l’électronique en général (bien que ça reste bidouilleur et souvent très abscons). Et puis un jour Funk rencontre une canadienne, Joanne Pollock, doucement surréaliste et très experimentaliste (on barbarise), tout comme lui, mais avec cette touche de dentelle qui lui faisait défaut. » Exclaim! attribue une note de 7 sur 10.